# ولا من شاف ولا من دري (فلم)
ولا من شاف ولا من دري هو فيلم مصري (تاريخ العرض: 11 يوليو 1983) بطولة عادل إمام وإيمان ومعالي زايد وأحمد راتب ،
إخراج :نادر جلال
قصة وسيناريو وحوار: فاروق صبري
تصوير: غنيم بهنسي
مونتاج: علوي زايد
موسيقى: محمد علي سليمان
إنتاج: الأخوة المتحدين للسينما

## أحداث الفيلم
يتقابل مرسي مع سلوى أيام الجامعة التي تدير منزلها للدعارة وتخفي عنه، تتزايد العلاقة بينهما، تستغل سلوى سذاجة مرسي فتقنعه أنه اعتدى عليها وهو مخمور لتضغط عليه ليتزوجها فهي حامل، تنهار زوجته باتعة، يكتشف مرسي حقيقة سلوى، يموت والده من الصدمة، يفاجأ مرسي بزوجته في حجرة نومها مع عشيقها فيقتلهما، يُحكم عليه بالبراءة لدفاعه عن شرفه ويعود إلى زوجته باتعة .